# Video for Windows
Video for Windows (VfW) és un framework multimèdia desenvolupat per Microsoft que permet a Windows operar en amb fitxers de vídeo digitals

## Història
Video for Windows va ser llençat per primera vegada al novembre de 1992. Es va desenvolupar com a resposta a la tecnologia QuickTime d'Apple Computer, que va afegir vídeo digital a la plataforma Macintosh. Costava al voltant de 200 dòlars i el producte incloïa programes d'edició i codificació per al seu ús amb targetes d'entrada de vídeo. Una versió de temps d'execució que permetia només veure vídeos també es va llençar com un complement gratuït per a Windows 3.1 i Windows 3.11; després es va convertir en un component integral del Windows 95 i posteriors.
Igual que QuickTime, Video for Windows tenia tres aspectes clau: Audio Video Interleave (AVI), un format d'arxiu contenidor dissenyat per emmagatzemar vídeo digital; una interfície de programació d'aplicacions (API) que permet als desenvolupadors de programari de manipular el vídeo digital en les seves pròpies aplicacions; un paquet de programari per a la reproducció i edició de vídeo digital. El software de VfW constava de:
- Media Player
- VidCap
- VidEdit
- BitEdit
- PalEdit
- WaveEdit

La versió original tenia una sèrie de limitacions, incloent una resolució màxima de 320 píxels per 240 píxels i una taxa màxima de fotogrames de 30 fotogrames per segon.
Video for Windows va ser reemplaçat, en la seva majoria, degut al llançament, el juliol de 1996, d'ActiveMovie, més tard conegut com a DirectShow. Va ser llançat per primera vegada com una versió beta, juntament amb la segona beta d'Internet Explorer 3. ActiveMovie va ser llançat com a descàrrega gratuïta, ja fos de forma independent o integrada amb Internet Explorer. ActiveMovie, però, no permetia la captura de vídeo. Video for Windows encara s'utilitzava per a la captura de vídeo fins al llançament de controladors de captura de Windows Driver Model, que va començar a ser popular l'any 2000.
Vídeo for Windows es va convertir en polèmic degut a una demanda que Apple va presentar el desembre de 1994 contra San Francisco Canyon Company i el 1995 contra Microsoft i Intel basat en el robatori de diversos milers de línies de codi font de QuickTime per millorar el rendiment de Video for Windows. Aquesta demanda va ser resolta en última instància, el 1997, quan Apple va acordar de convertir l'Internet Explorer en el navegador per defecte de Netscape; a canvi, Microsoft va acordar continuar el desenvolupament de Microsoft Office i altres programes per a Mac OS per als propers 5 anys, i la compra d'accions sense dret a vot d'Apple per 150 milions de dòlars.
El març de 1997, Microsoft va anunciar que ActiveMovie es convertiria en part del DirectX 5 i al voltant de juliol va començar a referir-s'hi com DirectShow.

## Historial de versions
| Data de llençament | Versió                 | Descripció                                                                                  |
| ------------------ | ---------------------- | ------------------------------------------------------------------------------------------- |
| Novembre de 1992   | Video for Windows 1.0  | Primer llençament públic. Inclou els còdecs de Microsoft RLE y Video1.                      |
|                    | Video for Windows 1.1  | Afegeix còdec Cinepak                                                                       |
|                    | Video for Windows 1.1a |                                                                                             |
|                    | Video for Windows 1.1b |                                                                                             |
|                    | Video for Windows 1.1c |                                                                                             |
|                    | Video for Windows 1.1d | Inclou Indeo 3.2 (Apple va demandar que incloïa codi font de Quicktime)                     |
| Març de 1995       | Video for Windows 1.1e | Última versió per a Windows 3.1x                                                            |
| Agost de 1995      | Video for Windows 95   | Fusionat amb Windows 95                                                                     |
| Juliol de 1996     | Video for Windows NT   | Versió en 32 bis fusionada amb Windows NT 4.0                                               |
| Juliol de 1996     | ActiveMovie 1.0        | Successor de Video for Windows. Afageix suport per als fitxers en format MPEG-1 y Quicktime |
| Març de 1997       | DirectShow 1.0         | Successor d'Active Movie                                                                    |

## Exemple
Aquest codi font d'exemple mostra l'esquelet del còdec de vídeo de Video for Windows
```
#include
 
<vfw.h>

…

LRESULT
 
WINAPI
 
DriverProc
(

	
DWORD
 
dwDriverId
,
 

	
HDRVR
 
hdrvr
,

	
UINT
 
msg
,

	
LONG
 
lParam1
,
 

	
LONG
 
lParam2
)

{

	
switch
(
msg
)

	
{

…

		
case
 
ICM_COMPRESS
:

			
// compress frame

			
return
 
Compress
((
ICCOMPRESS
*
)
lParam1
,
 
(
DWORD
)
lParam2
);

…

		
case
 
ICM_DECOMPRESS
:

			
// decompress frame

			
return
 
Decompress
((
ICDECOMPRESS
*
)
lParam1
,
 
(
DWORD
)
lParam2
);

…

	
}

}

…

```